# Vini a indicazione geografica tipica
Si riporta di seguito l'elenco dei vini IGT e di alcuni importanti vini da tavola italiani suddivisi per zone di produzione:

## Elenco di vini IGT

### Abruzzo
- - Alto Tirino (Bianco nelle tipologie normale, Frizzante e Passito; Rosato nelle tipologie normale, Frizzante e Novello; Rosso nelle tipologie normale, Frizzante, Passito e Novello) prodotto nella provincia dell'Aquila.
  - Colli Aprutini (Bianco nelle tipologie normale, Frizzante e Passito; Rosato nelle tipologie normale, Frizzante e Novello; Rosso nelle tipologie normale, Frizzante, Passito e Novello) prodotto nella provincia di Teramo.
  - Colli del Sangro (Bianco nelle tipologie normale, Frizzante e Passito; Rosato nelle tipologie normale, Frizzante e Novello; Rosso nelle tipologie normale, Frizzante, Passito e Novello) prodotto nella provincia di Chieti.
  - Colline Frentane (Bianco nelle tipologie normale, Frizzante e Passito; Rosato nelle tipologie normale, Frizzante e Novello; Rosso nelle tipologie normale, Frizzante, Passito e Novello) prodotto nella provincia di Chieti.
  - Colline Pescaresi (Bianco nelle tipologie normale, Frizzante e Passito; Rosato nelle tipologie normale, Frizzante e Novello; Rosso nelle tipologie normale, Frizzante, Passito e Novello) prodotto nella provincia di Pescara.
  - Colline Teatine (Bianco nelle tipologie normale, Frizzante e Passito; Rosato nelle tipologie normale, Frizzante e Novello; Rosso nelle tipologie normale, Frizzante, Passito e Novello) prodotto nella provincia di Chieti.
  - del Vastese o Histonium (Bianco nelle tipologie normale, Frizzante e Passito; Rosato nelle tipologie normale, Frizzante e Novello; Rosso nelle tipologie normale, Frizzante, Passito e Novello) prodotto nella provincia di Chieti.
  - Terre di Chieti (Bianco nelle tipologie normale, Frizzante e Passito; Rosato nelle tipologie normale, Frizzante e Novello; Rosso nelle tipologie normale, Frizzante, Passito e Novello) prodotto nella provincia di Chieti.
  - Valle Peligna (Bianco nelle tipologie normale, Frizzante e Passito; Rosato nelle tipologie normale, Frizzante e Novello; Rosso nelle tipologie normale, Frizzante, Passito e Novello) prodotto nella provincia dell'Aquila.

### Basilicata
- - Basilicata (Bianco nelle tipologie normale e Frizzante; Rosato nelle tipologie normale e Frizzante; Rosso nelle tipologie normale, Frizzante e Novello) prodotto nell'intero territorio della regione Basilicata.
  - Grottino di Roccanova (Bianco nelle tipologie normale, Frizzante, Amabile e Passito; Rosato nelle tipologie normale, Frizzante e Amabile; Rosso nelle tipologie normale e Novello) prodotto nella provincia di Potenza.

### Calabria
- - Arghillà (Rosato nelle tipologie normale e Novello; Rosso nelle tipologie normale e Novello) prodotto nella provincia di Reggio Calabria.
  - Calabria (Bianco nelle tipologie normale, Frizzante e Passito; Rosato; Rosso nelle tipologie normale, Frizzante, Passito e Novello) nell'intero territorio della regione Calabria.
  - Condoleo (Rosato nelle tipologie normale e Novello; Rosso nelle tipologie normale e Novello) prodotto nella provincia di Cosenza.
  - Costa Viola (Bianco; Rosato nelle tipologie normale e Novello; Rosso nelle tipologie normale e Novello) prodotto nella provincia di Reggio Calabria.
  - Esaro (Bianco; Rosato nelle tipologie normale e Novello; Rosso nelle tipologie normale e Novello) prodotto nella provincia di Cosenza.
  - Lipuda (Bianco nelle tipologie normale e Frizzante; Rosato nelle tipologie normale e Frizzante; Rosso nelle tipologie normale, Frizzante e Novello) prodotto nella provincia di Crotone.
  - Locride (Bianco; Rosato; Rosso nelle tipologie normale e Novello) prodotto nella provincia di Reggio Calabria.
  - Palizzi (Rosato; Rosso nelle tipologie normale e Novello) prodotto nella provincia di Reggio Calabria.
  - Pellaro (Rosato; Rosso nelle tipologie normale e Novello) prodotto nella provincia di Reggio Calabria.
  - Scilla (Rosato; Rosso nelle tipologie normale e Novello) prodotto nella provincia di Reggio Calabria.
  - Val di Neto (Bianco nelle tipologie normale Frizzante e Passito; Rosato nelle tipologie normale e Frizzante; Rosso nelle tipologie normale, Frizzante e Passito) prodotto nella provincia di Crotone.
  - Valdamato (Bianco nelle tipologie normale Frizzante e Passito; Rosato nelle tipologie normale e Frizzante; Rosso nelle tipologie normale, Frizzante, Passito e Novello) prodotto nella provincia di Catanzaro.
  - Valle del Crati (Bianco nelle tipologie normale e Passito; Rosato; Rosso nelle tipologie normale, Passito e Novello) prodotto nella provincia di Cosenza.

### Campania
- Falanghina del Beneventano (Bianco nelle tipologie normale, Frizzante, Amabile e Passito; Rosato nelle tipologie normale, Frizzante e Amabile; Rosso nelle tipologie normale, Frizzante, Amabile, Passito e Novello) prodotto nella provincia di Benevento.
  - Campania (Bianco nelle tipologie normale, Frizzante e Passito; Rosato nelle tipologie normale, Frizzante, Passito, liquoroso e Novello; Rosso nelle tipologie normale, Frizzante, Passito, liquoroso e Novello) prodotto nell'intero territorio della regione Campania.
  - Colli di Salerno (Bianco nelle tipologie normale, Frizzante, Amabile e Passito; Rosato nelle tipologie normale, Frizzante, e Amabile; Rosso nelle tipologie normale, Frizzante, Amabile, Passito e Novello) prodotto nella provincia di Salerno.
  - Dugenta (Bianco; Rosato; Rosso nelle tipologie normale e Novello) prodotto nella provincia di Benevento.
  - Epomeo (Bianco nelle tipologie normale, Frizzante, Amabile e Passito; Rosato nelle tipologie normale, Frizzante e Amabile; Rosso nelle tipologie normale, Frizzante, Amabile, Passito e Novello) prodotto nell'intero territorio amministrativo dei comuni ricadenti nell'isola di Ischia in provincia di Napoli.
  - Monte di Grazia (Rosso nella tipologia normale; Bianco nella tipologia normale) prodotti a Tramonti nella Provincia di Salerno, da agricoltura biologica.
  - Irpinia (Bianco nelle tipologie normale, Frizzante, Amabile e Passito; Rosato nelle tipologie normale, Frizzante e Amabile; Rosso nelle tipologie normale, Frizzante, Amabile, Passito, liquoroso e Novello) prodotto nella provincia di Avellino.
  - Paestum (Bianco nelle tipologie normale, Frizzante, Amabile e Passito; Rosato nelle tipologie normale, Frizzante e Amabile; Rosso nelle tipologie normale, Frizzante, Amabile, Passito, e Novello) prodotto nella provincia di Salerno.
  - Pompeiano (Bianco nelle tipologie normale, Frizzante, Amabile e Passito; Rosato nelle tipologie normale, Frizzante e Amabile; Rosso nelle tipologie normale, Frizzante, Amabile, Passito, e Novello) prodotto nell'intero territorio amministrativo dei comuni in provincia di Napoli, esclusi i comuni ricadenti nell'isola di Ischia.
  - Roccamonfina (Bianco nelle tipologie normale, Frizzante, Amabile e Passito; Rosato nelle tipologie normale, Frizzante e Amabile; Rosso nelle tipologie normale, Frizzante, Amabile, Passito, e Novello) prodotto nella provincia di Caserta.
  - Terre del Volturno (Bianco nelle tipologie normale, Frizzante Amabile e Passito; Rosato nelle tipologie normale, Frizzante e Amabile; Rosso nelle tipologie normale, Frizzante, Amabile, Passito, e Novello) prodotto nella provincia di Caserta. I vini con la specificazione del vitigno Asprinio possono essere prodotti anche nella tipologia Frizzante.

### Emilia-Romagna
- - Bianco di Castelfranco Emilia (Bianco nelle tipologie normale e Frizzante) prodotto nelle province di Bologna e Modena.
  - Emilia (Bianco nelle tipologie normale e Frizzante; Rosato nelle tipologie normale e Frizzante; Rosso nelle tipologie normale, Frizzante e Novello) prodotto nelle province di Ferrara, Modena, Parma, Piacenza, Reggio Emilia, e nella parte della provincia di Bologna situata alla sinistra del fiume Sillaro.
  - Fortana del Taro (Rosso nelle tipologie normale, Frizzante e Novello) prodotto nella provincia di Parma.
  - Forlì (Bianco nelle tipologie normale e Frizzante; Rosato nelle tipologie normale e Frizzante; Rosso nelle tipologie normale, Frizzante e Novello) prodotto nella provincia di Forlì-Cesena.
  - Modena o Provincia di Modena, prodotto nella provincia di Modena, con l'indicazione obbligatoria del vitigno
    - Lambrusco (Bianco nelle tipologie normale e Frizzante; Rosato nelle tipologie normale e Frizzante; Rosso nelle tipologie normale, Frizzante e Novello)
    - Malbo gentile (Rosso nelle tipologie normale, Frizzante e Novello)
    - Trebbiano (Bianco nelle tipologie normale e Frizzante)

  - Ravenna (Bianco nelle tipologie normale e Frizzante; Rosato nelle tipologie normale e Frizzante; Rosso nelle tipologie normale, Frizzante e Novello) prodotto nella provincia di Ravenna.

### Friuli-Venezia Giulia
- - Alto Livenza (Bianco nelle tipologie normale e Frizzante; Rosato nelle tipologie normale e Frizzante; Rosso nelle tipologie normale, Frizzante e Novello); IGT interregionale prodotta nelle province di Pordenone (Friuli-Venezia Giulia) e Treviso (Veneto).
  - delle Venezie (Bianco nelle tipologie normale e Frizzante; Rosato nelle tipologie normale e Frizzante; Rosso nelle tipologie normale, Frizzante e Novello); IGT interregionale prodotta nelle province di Gorizia, Pordenone, Trieste e Udine (Friuli-Venezia Giulia), Trento (Trentino-Alto Adige), Belluno, Padova, Rovigo, Treviso, Venezia, Verona e Vicenza (Veneto).
  - Venezia Giulia (Bianco nelle tipologie normale e Frizzante; Rosato nelle tipologie normale e Frizzante; Rosso nelle tipologie normale, Frizzante e Novello) prodotto nelle province di Gorizia, Pordenone, Trieste e Udine.

### Lazio
- - Civitella d'Agliano (Bianco nelle tipologie normale e Frizzante; Rosato nelle tipologie normale e Frizzante; Rosso nelle tipologie normale, Frizzante e Novello) prodotto nell'intero territorio amministrativo di Civitella d'Agliano in provincia di Viterbo.
  - Colli Cimini (Bianco nelle tipologie normale, Frizzante e Novello; Rosato nelle tipologie normale e Frizzante; Rosso nelle tipologie normale, Frizzante e Novello) prodotto nella provincia di Viterbo.
  - Frusinate o del Frusinate (Bianco nelle tipologie normale e Frizzante; Rosato nelle tipologie normale e Frizzante; Rosso nelle tipologie normale, Frizzante e Novello) prodotto nella provincia di Frosinone.
  - Lazio (Bianco nelle tipologie normale e Frizzante; Rosato nelle tipologie normale e Frizzante; Rosso nelle tipologie normale, Frizzante e Novello; Passito) prodotto nell'intero territorio della regione Lazio.

### Liguria
- - Colline del Genovesato (Bianco nelle tipologie normale e Frizzante; Rosato nelle tipologie normale e Frizzante; Rosso nelle tipologie normale e Frizzante) prodotto nella provincia di Genova.
  - Colline Savonesi (Bianco nelle tipologie normale, Frizzante e Passito; Rosato; Rosso nelle tipologie normale e Novello) prodotto nella provincia di Savona.
  - Golfo dei Poeti o Golfo dei poeti La Spezia (Bianco nelle tipologie normale e Frizzante; Rosato; Rosso nelle tipologie normale, Frizzante e Novello; Passito) prodotto nella provincia di La Spezia.

### Lombardia
- Alto Mincio (Bianco nelle tipologie normale, Frizzante e Passito; Rosato nelle tipologie normale e Frizzante; Rosso nelle tipologie normale, Frizzante, Passito e Novello) prodotto nella provincia di Mantova.
- Benaco Bresciano (Bianco nelle tipologie normale e Frizzante; Rosso nelle tipologie normale e Novello) prodotto nella provincia di Brescia.
- Bergamasca (Bianco; Rosato; Rosso nelle tipologie normale, Moscato e Novello) prodotto nella provincia di Bergamo.
- Collina del Milanese o nelle province di Lodi, Milano e Pavia.
- Provincia di Como (Sorsasso - Bianco, rosso e rosato) prodotto nella provincia di Como.
- Montenetto di Brescia (Bianco nelle tipologie normale e Frizzante; Rosso nelle tipologie normale e Novello) prodotto nella provincia di Brescia.
- Provincia di Mantova (Bianco nelle tipologie normale, Frizzante e Passito; Rosato nelle tipologie normale e Frizzante; Rosso nelle tipologie normale, Frizzante, Passito e Novello) prodotto nella provincia di Mantova.
- Provincia di Pavia (Bianco nelle tipologie normale e Frizzante; Rosato nelle tipologie normale e Frizzante; Rosso nelle tipologie normale, Frizzante e Novello) prodotto nella provincia di Pavia.
- Quistello (Bianco nelle tipologie normale e Frizzante; Rosato nelle tipologie normale e Frizzante; Rosso nelle tipologie normale, Frizzante e Novello) prodotto nella provincia di Mantova.
- Ronchi di Brescia (Bianco nelle tipologie normale, Frizzante e Passito; Rosso nelle tipologie normale e Novello) prodotto nella provincia di Brescia.
- Ronchi Varesini (bianco e bianco frizzante, rosso o rosato) prodotto da uve raccolte nella provincia di Varese.
- Sabbioneta (Bianco nelle tipologie normale e Frizzante; Rosato nelle tipologie normale e Frizzante; Rosso nelle tipologie normale, Frizzante e Novello) prodotto nella provincia di Mantova.
- Sebino (Bianco Passito; Rosso nelle tipologie normale e Novello) prodotto nella provincia di Brescia.
- Terrazze Retiche di Sondrio (Bianco; Rosato nelle tipologie normale e Frizzante; Rosso nelle tipologie normale e Novello) prodotto nella provincia di Sondrio.
- Valcamonica (Bianco nelle tipologie normale e Passito; Rosso nella tipologia normale o con l'indicazione dei vitigni Marzemino o Merlot)
- Terre Lariane (Bianco, anche nelle tipologie frizzante e passito -	Rosso, anche nelle tipologie frizzante, passito e novello Rosato, anche nelle tipologie frizzante e novello) prodotto a Lierna e nella Provincia di Lecco.

### Marche
- Marche

### Molise
- - Rotae (Bianco nelle tipologie normale Frizzante e Passito; Rosato nelle tipologie normale e Frizzante; Rosso nelle tipologie normale, Frizzante e Novello) prodotto nella provincia di Isernia.
  - Osco o Terre degli Osci (Bianco nelle tipologie normale, Frizzante e Passito; Rosato nelle tipologie normale e Frizzante; Rosso nelle tipologie normale, Frizzante e Novello) prodotto nella provincia di Campobasso.

### Piemonte
Nella regione Piemonte non è prevista produzione di vini IGT.

### Puglia
- - Daunia (Bianco nelle tipologie normale Frizzante e Passito; Rosato nelle tipologie normale e Frizzante; Rosso nelle tipologie normale, Frizzante, Passito e Novello) prodotto nella provincia di Foggia.
  - Murgia (Bianco nelle tipologie normale Frizzante e Passito; Rosato nelle tipologie normale e Frizzante; Rosso nelle tipologie normale, Frizzante, Passito e Novello) prodotto nella provincia di Bari.
  - Puglia (Bianco nelle tipologie normale Frizzante e Passito; Rosato nelle tipologie normale e Frizzante; Rosso nelle tipologie normale, Frizzante, Passito e Novello) prodotto nell'intero territorio della regione Puglia.
  - Rosa del golfo (Rosato nella tipologia normale) prodotto nella Penisola Salentina.
  - Salento (Bianco nelle tipologie normale Frizzante e Passito; Rosato nelle tipologie normale e Frizzante; Rosso nelle tipologie normale, Frizzante, Passito e Novello) prodotto nelle province di Brindisi, Lecce e Taranto.
  - Tarantino (Bianco nelle tipologie normale Frizzante e Passito; Rosato nelle tipologie normale e Frizzante; Rosso nelle tipologie normale, Frizzante, Passito e Novello) prodotto nella provincia di Taranto.
  - Valle d'Itria (Bianco nelle tipologie normale Frizzante e Passito; Rosato nelle tipologie normale e Frizzante; Rosso nelle tipologie normale, Frizzante, Passito e Novello) prodotto nelle province di Bari, Brindisi e Taranto.

### Sardegna
- - Barbagia (Bianco nelle tipologie normale e Frizzante; Rosato nelle tipologie normale e Frizzante; Rosso nelle tipologie normale, Frizzante e Novello) prodotto nella provincia di Nuoro.
  - Colli del Limbara (Bianco nelle tipologie normale e Frizzante; Rosato nelle tipologie normale e Frizzante; Rosso nelle tipologie normale, Frizzante e Novello) prodotto nelle province di Sassari, Olbia-Tempio e Nuoro.
  - Isola dei Nuraghi (Bianco nelle tipologie normale e Frizzante; Rosato nelle tipologie normale e Frizzante; Rosso nelle tipologie normale, Frizzante e Novello) prodotto nell'intero territorio della regione Sardegna
  - Marmilla (Bianco nelle tipologie normale e Frizzante; Rosato nelle tipologie normale e Frizzante; Rosso nelle tipologie normale, Frizzante e Novello) prodotto nelle province di Cagliari e Oristano.
  - Nurra (Bianco nelle tipologie normale e Frizzante; Rosato nelle tipologie normale e Frizzante; Rosso nelle tipologie normale, Frizzante e Novello) prodotto nella provincia di Sassari.
  - Ogliastra (Bianco nelle tipologie normale e Frizzante; Rosato nelle tipologie normale e Frizzante; Rosso nelle tipologie normale, Frizzante e Novello) prodotto nelle province di Cagliari e Nuoro.
  - Parteolla (Bianco nelle tipologie normale e Frizzante; Rosato nelle tipologie normale e Frizzante; Rosso nelle tipologie normale, Frizzante e Novello) prodotto nella provincia di Cagliari.
  - Planargia (Bianco nelle tipologie normale e Frizzante; Rosato nelle tipologie normale e Frizzante; Rosso nelle tipologie normale, Frizzante e Novello) prodotto nelle province di Nuoro e Oristano.
  - Provincia di Nuoro (Bianco nelle tipologie normale e Frizzante; Rosato nelle tipologie normale e Frizzante; Rosso nelle tipologie normale, Frizzante e Novello) prodotto nella provincia di Nuoro.
  - Romangia (Bianco nelle tipologie normale e Frizzante; Rosato nelle tipologie normale e Frizzante; Rosso nelle tipologie normale, Frizzante e Novello) prodotto nella provincia di Sassari.
  - Sibiola (Bianco nelle tipologie normale e Frizzante; Rosato nelle tipologie normale e Frizzante; Rosso nelle tipologie normale, Frizzante e Novello) prodotto nella provincia di Cagliari.
  - Tharros (Bianco nelle tipologie normale e Frizzante; Rosato nelle tipologie normale e Frizzante; Rosso nelle tipologie normale, Frizzante e Novello) prodotto nella provincia di Oristano.
  - Trexenta (Bianco nelle tipologie normale e Frizzante; Rosato nelle tipologie normale e Frizzante; Rosso nelle tipologie normale, Frizzante e Novello) prodotto nella provincia di Cagliari.
  - Valle del Tirso (Bianco nelle tipologie normale e Frizzante; Rosato nelle tipologie normale e Frizzante; Rosso nelle tipologie normale, Frizzante e Novello) prodotto nella provincia di Oristano.
  - Valli di Porto Pino (Bianco nelle tipologie normale e Frizzante; Rosato nelle tipologie normale e Frizzante; Rosso nelle tipologie normale, Frizzante e Novello) prodotto nella provincia di Cagliari.

### Sicilia
- - Camarro (Bianco nelle tipologie normale e Frizzante; Rosato nelle tipologie normale e Frizzante; Rosso nelle tipologie normale, Frizzante e Novello) prodotto nella provincia di Trapani.
  - Colli Ericini (Bianco nelle tipologie normale e Frizzante; Rosato nelle tipologie normale e Frizzante; Rosso nelle tipologie normale e Frizzante) prodotto nella provincia di Trapani.
  - Fontanarossa di Cerda (Bianco nelle tipologie normale e Frizzante; Rosato nelle tipologie normale e Frizzante; Rosso nelle tipologie normale, Frizzante e Novello) prodotto nell'intero territorio amministrativo del comune di Cerda in provincia di Palermo.
  - Salemi (Bianco nelle tipologie normale e Frizzante; Rosato nelle tipologie normale e Frizzante; Rosso nelle tipologie normale, Frizzante e Novello) prodotto nell'intero territorio amministrativo del comune di Salemi in provincia di Trapani.
  - Salina (Bianco nelle tipologie normale e Frizzante; Rosato nelle tipologie normale e Frizzante; Rosso nelle tipologie normale, Frizzante e Novello) prodotto nell'intero territorio amministrativo delle Isole Eolie in provincia di Messina.
  - Sicilia (Bianco nelle tipologie normale Frizzante e Liquoroso; Rosato nelle tipologie normale e Frizzante; Rosso nelle tipologie normale, Frizzante, Liquoroso e Novello) prodotto nell'intero territorio della Regione Siciliana.
  - Valle Belice (Bianco nelle tipologie normale e Frizzante; Rosato nelle tipologie normale e Frizzante; Rosso nelle tipologie normale, Frizzante e Novello) prodotto nella provincia di Agrigento.

### Toscana
- - Alta Valle della Greve (Bianco; Rosato; Rosso nelle tipologie normale e Novello) prodotto nella provincia di Firenze.
  - Colli della Toscana Centrale (Bianco nelle tipologie normale e Frizzante; Rosato; Rosso nelle tipologie normale e Novello) prodotto nelle province di Arezzo, Firenze, Pistoia, Prato e Siena.
  - Costa Toscana (Bianco, anche nella tipologia frizzante, abboccato, dolce; Rosso, anche nella tipologia abboccato e dolce; Rosato, anche nella tipologia frizzante; Novello; Passito, (da uve appassite); Vendemmia tardiva, (da uve stramature);) prodotto nei comuni delle province costiere toscane indicati nel disciplinare.[1]
  - Maremma Toscana (Bianco nelle tipologie normale e Frizzante; Rosato; Rosso nelle tipologie normale e Novello) prodotto nella provincia di Grosseto.
  - Toscano o Toscana (Bianco nelle tipologie normale, Frizzante e Abboccato; Rosato nelle tipologie normale e Abboccato; Rosso nelle tipologie normale, Abboccato e Novello) prodotto nell'intero territorio della regione Toscana.
  - Val di Magra (Bianco; Rosato; Rosso nelle tipologie normale e Novello) prodotto nella provincia di Massa Carrara.

### Trentino-Alto Adige
- - delle Venezie (Bianco nelle tipologie normale e Frizzante; Rosato nelle tipologie normale e Frizzante; Rosso nelle tipologie normale, Frizzante e Novello); IGT interregionale prodotta nelle province di Trento (Trentino-Alto Adige), Gorizia, Pordenone, Trieste e Udine (Friuli-Venezia Giulia), Belluno, Padova, Rovigo, Treviso, Venezia, Verona e Vicenza (Veneto).
  - Mitterberg o Mitterberg zwischen Gfrill und Toll o Mitterberg tra Cauria e Tel (Weiss o Bianco nelle tipologie normale e Frizzante; Rosé o Rosato nelle tipologie normale e Frizzante; Rot o Rosso nelle tipologie normale, Frizzante e Novello) prodotto nella provincia di Bolzano.
  - Vallagarina (Bianco nelle tipologie normale e Frizzante; Rosato nelle tipologie normale e Frizzante; Rosso nelle tipologie normale, Frizzante e Novello); IGT interregionale prodotta nelle province di Trento (Trentino-Alto Adige) e Verona (Veneto).
  - Vigneti delle Dolomiti o Weinberg Dolomiten (Weiss o Bianco nelle tipologie normale e Frizzante; Rosé o Rosato nelle tipologie normale e Frizzante; Rot o Rosso nelle tipologie normale, Frizzante e Novello) prodotto nelle province di Bolzano e Trento.

### Umbria
- - Allerona (Bianco nelle tipologie normale, Frizzante, Passito e Novello; Rosato nelle tipologie normale, Frizzante e Novello; Rosso nelle tipologie normale, Frizzante, Passito e Novello) prodotto nella provincia di Terni.
  - Bettona (Bianco nelle tipologie normale e Frizzante; Rosato nelle tipologie normale e Novello; Rosso nelle tipologie normale e Novello) prodotto nell'intero territorio amministrativo del comune di Bettona in provincia di Perugia.
  - Cannara (Rosso nelle tipologie normale e Passito) prodotto nell'intero territorio amministrativo dei comuni di Bettona, Bevagna e Cannara in provincia di Perugia.
  - Narni (Bianco nelle tipologie normale, Frizzante e Passito; Rosato nelle tipologie normale e Novello; Rosso nelle tipologie normale, Passito e Novello) prodotto nella provincia di Terni.
  - Spello (Bianco; Rosato; Rosso) prodotto nell'intero territorio amministrativo del comune di Spello in provincia di Perugia.
  - Umbria (Bianco nelle tipologie normale, Frizzante, Passito e Novello; Rosato nelle tipologie normale, Frizzante e Novello; Rosso nelle tipologie normale, Frizzante, Passito e Novello) prodotto nell'intero territorio della regione Umbria.

### Valle d'Aosta
Nella regione Valle d'Aosta non è prevista produzione di vini IGT.

### Veneto
- - Alto Livenza (Bianco nelle tipologie normale e Frizzante; Rosato nelle tipologie normale e Frizzante; Rosso nelle tipologie normale, Frizzante e Novello); IGT interregionale prodotta nelle province di Treviso (Veneto) e Pordenone (Friuli-Venezia Giulia).
  - Colli Trevigiani (Bianco nelle tipologie normale e Frizzante; Rosato nelle tipologie normale e Frizzante; Rosso nelle tipologie normale, Frizzante e Novello); prodotto nella provincia di Treviso.
  - Conselvano (Bianco nelle tipologie normale e Frizzante; Rosato nelle tipologie normale e Frizzante; Rosso nelle tipologie normale, Frizzante e Novello); prodotto nella provincia di Padova.
  - delle Venezie (Bianco nelle tipologie normale e Frizzante; Rosato nelle tipologie normale e Frizzante; Rosso nelle tipologie normale, Frizzante e Novello); IGT interregionale prodotta nelle province di Belluno, Padova, Rovigo, Treviso, Venezia, Verona e Vicenza (Veneto), Gorizia, Pordenone, Trieste e Udine (Friuli-Venezia Giulia) e Trento (Trentino-Alto Adige).
  - Marca Trevigiana (Bianco nelle tipologie normale e Frizzante; Rosato nelle tipologie normale e Frizzante; Rosso nelle tipologie normale, Frizzante e Novello); prodotto nella provincia di Treviso.
  - Provincia di Verona (Bianco nelle tipologie normale e Frizzante; Rosato nelle tipologie normale e Frizzante; Rosso nelle tipologie normale, Frizzante e Novello); prodotto nella provincia di Verona.
  - Vallagarina (Bianco nelle tipologie normale e Frizzante; Rosato nelle tipologie normale e Frizzante; Rosso nelle tipologie normale, Frizzante e Novello); IGT interregionale prodotta nelle province di Verona (Veneto) e Trento (Trentino-Alto Adige).
  - Veneto (Bianco nelle tipologie normale, Frizzante, Amabile e Passito; Rosato nelle tipologie normale, Frizzante e Amabile; Rosso nelle tipologie normale, Frizzante, Amabile, Passito e Novello) prodotto nell'intero territorio della regione Veneto.
  - Vigneti delle dolomiti bianco anche tipologia frizzante, rosso anche tipologia frizzante e novello, rosato anche tipologia frizzante. IGT interregionale che comprende provincie di BL,BZ,TN. D.Dirett. 10 novembre 2003 Pubblicato nella Gazz. Uff. 20 novembre 2003, n. 270.